# 香港—列支敦士登關係
香港—列支敦士登關係是指香港和列支敦斯登之間的國際關係。

## 歷史

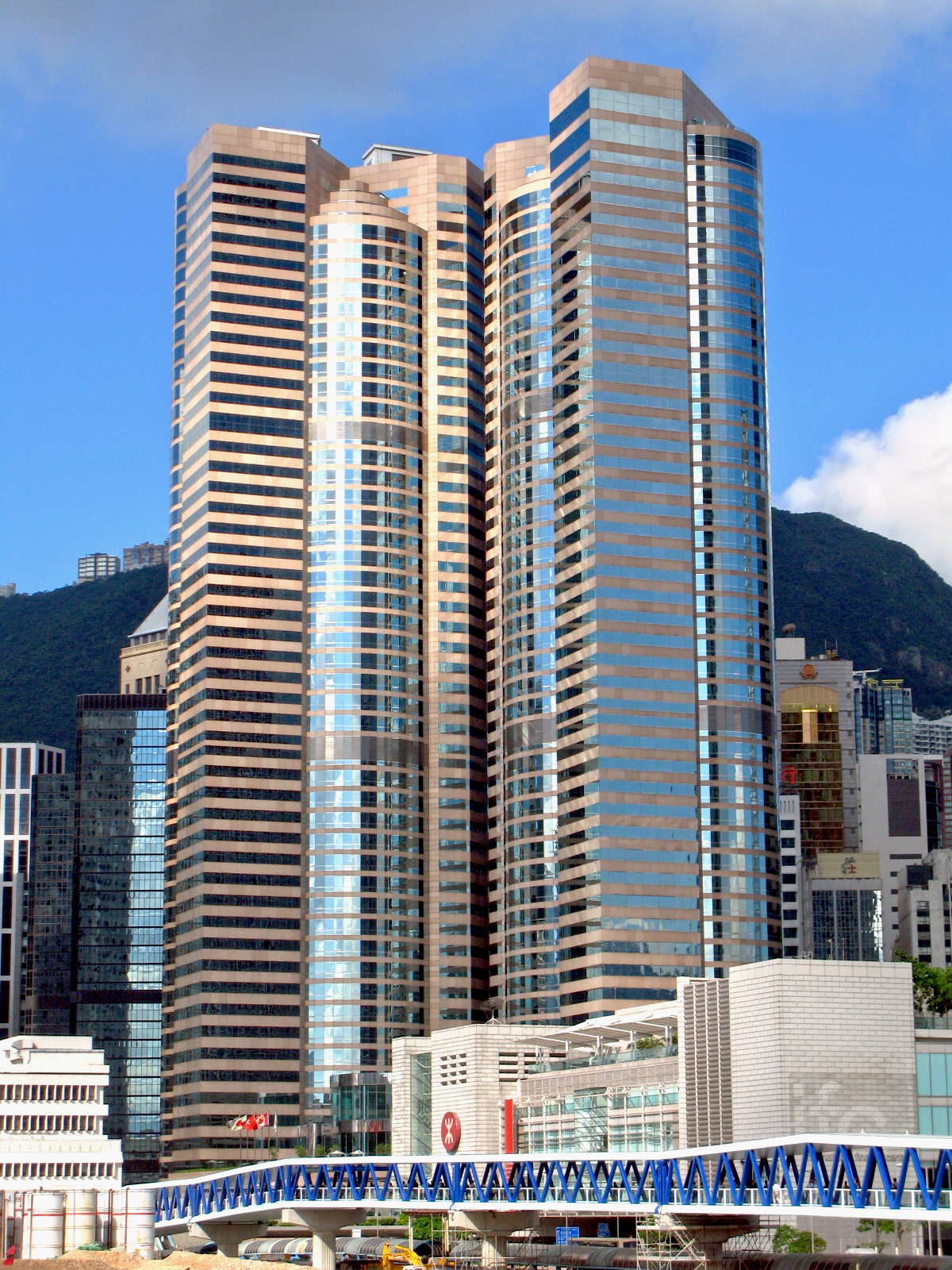
列支敦斯登駐香港名譽領事館所在地交易廣場大樓

由於列支敦士登與香港在兩次世界大戰後都圍繞高度專業化的工業企業發展，並在國際金融領域保持活躍，香港逐漸成為列支敦士登在亞洲最重要的合作夥伴之一。
自20世紀末以來，列支敦士登在香港的存在感不斷增強。例如，列支敦士登精密電動工具製造商喜利得於1974年進入香港市場；列支敦士登親王家族的私人銀行LGT於1986年進駐香港。此外，列支敦士登王儲阿洛伊斯親王，即現任親王漢斯·亞當二世之子，曾於1987年底至1988年初以英國皇家軍事學院派駐的冷溪衛隊軍官身份在香港駐紮三個月。
2013年，列支敦士登在香港設立名譽領事館，LGT私人銀行亞太區行政總裁黎萬亨博士任名譽領事。列支敦士登政府表示，這將「使兩國能夠深化關係，尤其是在金融和出口領域」。列支敦士登在亞洲並無正式外交代表機構，而其在香港的名譽領事館是列支敦士登在亞洲僅有的兩個名譽領事館之一，另一個位於新加坡。

## 貿易與協定
列支敦士登與香港維持著緊密的經濟聯繫。兩地自1995年起均為世界貿易組織（WTO）成員。2010年8月12日，香港與列支敦士登簽署全面性避免雙重課稅協定（CDTA），該協定於2011年7月8日正式生效。此協定已納入香港法例第112BU章《稅務(關於收入及資本稅項的雙重課稅寬免和防止逃稅)(列支敦士登公國)令》，適用於代締約方或其政治分部或地區主管當局課徵的收入及資本稅項。
2011年6月21日，香港與歐洲自由貿易聯盟（EFTA，包括列支敦士登）在列支敦士登簽署自由貿易協定，這標誌著香港首次與歐洲國家達成自由貿易協定。該協定涵蓋服務和貨物貿易、投資及其他與貿易相關的事宜，如保護知識產權等。

## 高層訪問
2010年8月12日，香港駐歐盟特派代表周淑貞訪問列支敦士登。2011年6月21日，署理商務及經濟發展局局長蘇錦樑前赴列支敦士登沙恩，簽署香港與歐洲自由貿易聯盟的自由貿易協定。
2013年6月28日，列支敦士登外交部長奧蕾莉亞·弗里克訪問香港，與香港商務及經濟發展局局長蘇錦樑會面。